# Búger
Búger (pronunciat /búʒə/ Buja) és un municipi més petit de les Illes Balears. Es troba a la comarca del Raiguer, a Mallorca, i limita amb els termes municipals de Selva, Campanet, sa Pobla i Inca.

## Etimologia
L'origen del topònim és incert i ha estat objecte de diverses teories. Una hipòtesi suggereix una arrel àrab basada en una expressió que faria referència a una alqueria d'un veí, però aquesta interpretació no compta amb suport filològic sòlid. A més, la forma fonètica del nom no encaixa amb patrons toponímics d'origen semític.
L'explicació més acceptada apunta a un origen pre-romà, similar al d'altres topònims de Mallorca com Sóller o Bóquer. Aquesta teoria es basa en la presència de nombrosos noms de lloc d'origen preromà a l'illa, la qual cosa suggereix que Búger podria derivar d'una forma indígena anterior a la romanització. La documentació més antiga coneguda d'aquest nom data del segle xvi, fet que complica establir amb exactitud la seva evolució etimològica.

## Població
| Entitat de població | Habitants (2024) |
| Búger               | 1.201            |
| Font: INE           |                  |

Durant el segle xix, la població de Búger va registrar un creixement fins a   els 1.239 habitants el 1887. A partir de finals del segle xix i durant el segle xx, la població va disminuir progressivament, estabilitzant-se al voltant dels 1.000 habitants. El mínim es va registrar el 1991, amb 921 habitants, en un context de despoblament rural generalitzat.
Els primers llinatges més comuns de Búger són Capó, Buades, Siquier, Cladera i Pons.

## El medi físic
La foravila de Búger ofereix un paisatge divers en un territori reduït, amb una combinació de conreus de secà i regadiu, boscos de pins i alzines, i vegetació de ribera als voltants dels torrents que travessen el terme, com el torrent homònim.
Entre els espais naturals més destacats hi ha el bosc de Son Alemany, amb una distribució de pins i alzines segons l'orientació; el bosc de Son Genet, un alzinar ben conservat; i el bosc de sa Torrentera, d'extensió considerable i amb valors ecològics remarcables. El bosquet de ses Planes, situat prop de sa Torrentera, manté un aspecte ombrívol i ben preservat.
La seva vegetació la conformen majoritàriament els conreus de secà, tot i els petits bocos esmentats i la ramaderia és essencialment ovina.

## Història
Búger és un poble amb un important llegat històric en el seu passat més remot. La cova natural de Can Mossènyer, al vessant sud del puig de Sa Mata Grossa, és el vestigi més antic de l'ocupació humana al terme, tot i que Búger compta amb unes altres restes prehistòriques d'importància situades al poblat talaiòtic del Rafal del Puig. A més la proximitat amb la via Palma-Pollentia va afavorir, a l'època romana, l'ocupació humana de la zona igual que, al període islàmic, les bones condicions de regadiu, afavoriren la construcció de molins d'aigua, la qual cosa va determinar una pròspera horticultura, l'expansió de l'alqueria, al puig, i de diversos rafals, a altres turons, costers i zones baixes. A l'època islàmica, pertanyia al juz' d'Inca.
Més endavant, en el repartiment derivat de la conquesta catalana de 1229 el poble figura com una gran alqueria que forma part de la porció reial a disposició de Barcelona. Al llarg dels segles xiii-xiv, va anar amb Ullaró a remolc de la dura lluita entre Campanet i Sa Pobla, que es disputaren la primacia civil i eclesiàstica. En el segle xiii, Búger, Sa Pobla i Ullaró depenien de Campanet, però l'any 1300, amb la política de fundació de viles, Sa Pobla va obtenir la primacia civil i eclesiàstica damunt els altres pobles. L'any 1368, Campanet es va constituir municipi i parròquia independent, Búger i Ullaró en formaren part. Del segle xiv, es té documentat Búger com a lloc en expansió agrícola, ramadera i menestral.
Des del segle xiv, la representació del lloc de Búger en el govern municipal de Campanet va estar garantida, des de la fundació del municipi, i reforçada per quatre consellers, un jurat i un taxador. També, en el segle xiv, els grans propietaris de terres de Búger monopolitzaren càrrecs tan importants com el de jurat, batle reial i el de conseller del Gran i General Consell; els petits propietaris participaren en la gran revolta dels forans (1451-1453), alguns senyors secundaren la Germania (1521-1523). Les inquietuds de pagesos i menestrals derivaren en el bandolerisme i en la persecució general de l'any 1666 en què molts varen ser empresonats i sancionats, amb la qual cosa es demostra la vitalitat del petit lloc. L'altre signe de vitalitat va ser la lluita per constituir-se parròquia independent de Campanet al segle xvi.
El projecte d'independència parroquial, per arribar a una igualtat civil amb Campanet, fracassà per l'oposició dels campaneters (1579); amb tot, la vila havia aconseguit realitzacions notables. També, entre 1563 i 1576 fou bastit el primer temple; el 1599 tenia ja les capelles del Roser i Sant Jordi.
Després d'una època favorable, Búger va viure una època de pesta i bandolerisme que va causar greus problemes entre la població, fins que, a finals del segle xvii, va retrobar el moviment d'expansió econòmica i demogràfica. El 1700, tenia 863 habitants, i el vicari Paires Estrany impulsà l'edificació de la nova església (1694-1718).

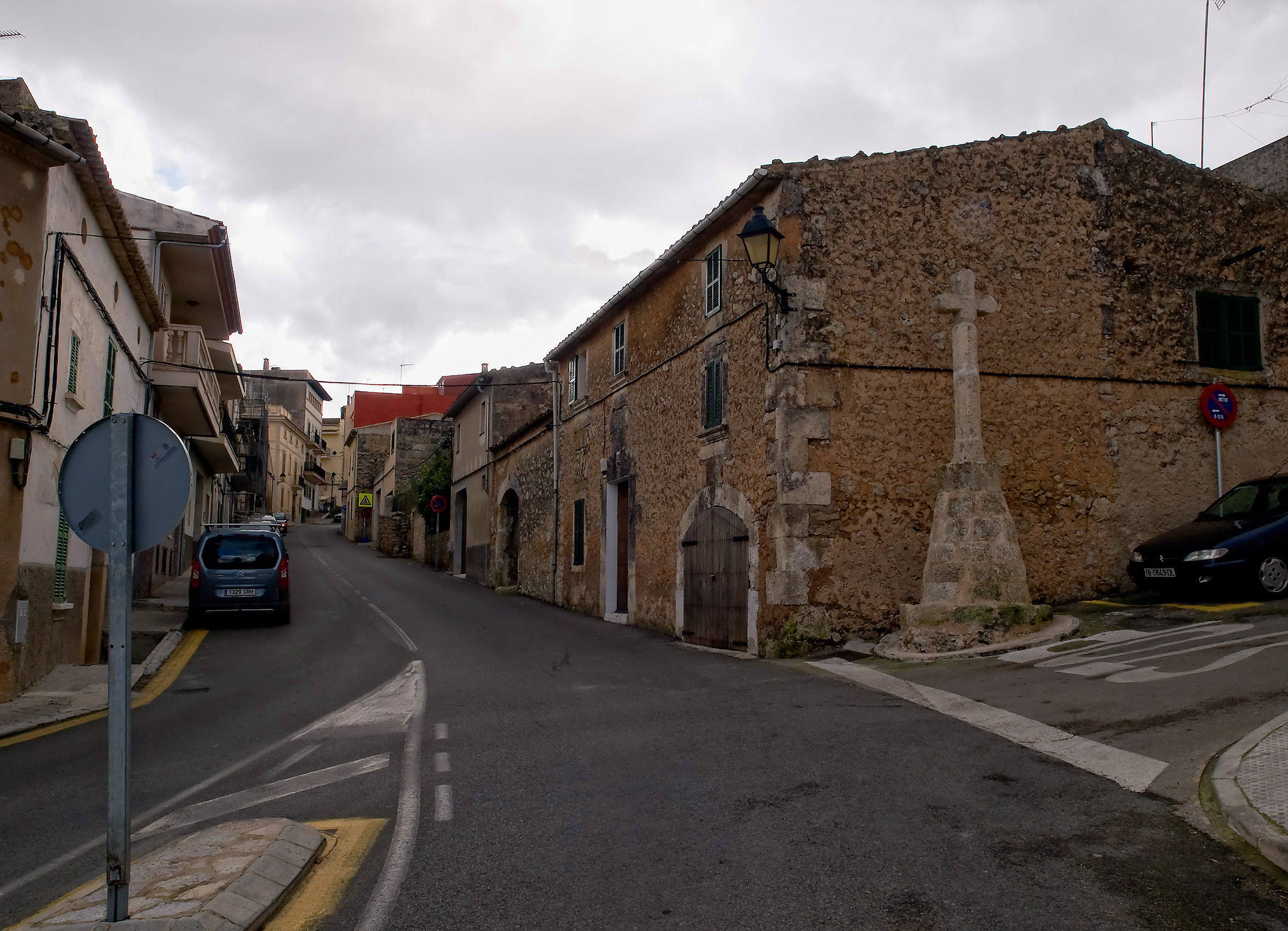
Pels carrers de Búger

La Guerra de Successió (1700-1715) significà una revifalla dels enfrontaments senyorials a través dels filipistes i austriacistes; al final del segle xviii, la prosperitat agrària de Búger va ser estimulada pel comerç, que va determinar que fossin engrandides les cases i millorades les terres de Son Alemany, Son Trascó, Son Genet i d'altres. Famílies senyorials de Palma, Inca, i Sa Pobla tenien grans propietats a Búger. Un nucli important de menestral i una massa de jornalers, completava, a finals del segle xviii, l'estructura social.
La independència municipal derivà de les reformes del liberalisme del segle xix i de la maduresa assolida pel nucli cap al 1800, que ja superava els 1000 habitants. Va esdevenir municipi independent per la Constitució de Cadis de 1812-1814, malgrat que la independència eclesiàstica enfront de Campanet no arribes fins al 1913, quan la vicaria fou constituïda en parròquia.
Quant a la vida política de les primeres dècades d'independència, va estar marcada, sobretot, als anys de la Restauració, per l'hegemonia de la família dels Mascaró, a través de les activitats dels batles Pere Josep Mascaró (1872-1896) i Antoni Mascaró (1902-1917), tot i que l'hegemonia caciquil dels grans terratinents va ser, a diferència d'altres indrets de Mallorca, matisada per l'existència d'un sector important de petits i mitjans propietaris, a més de sectors menestrals com els sabaters i el contingent de l'emigració que retornava amb ideals renovadors. L'abril de 1931 va ser elegit batle el republicà Joan Alemany Villalonga "Julià", assassinat el setembre de 1936.

## Llocs d'interès
Vegeu també: Llista de monuments de Búger

### Església Parroquial de Sant Pere

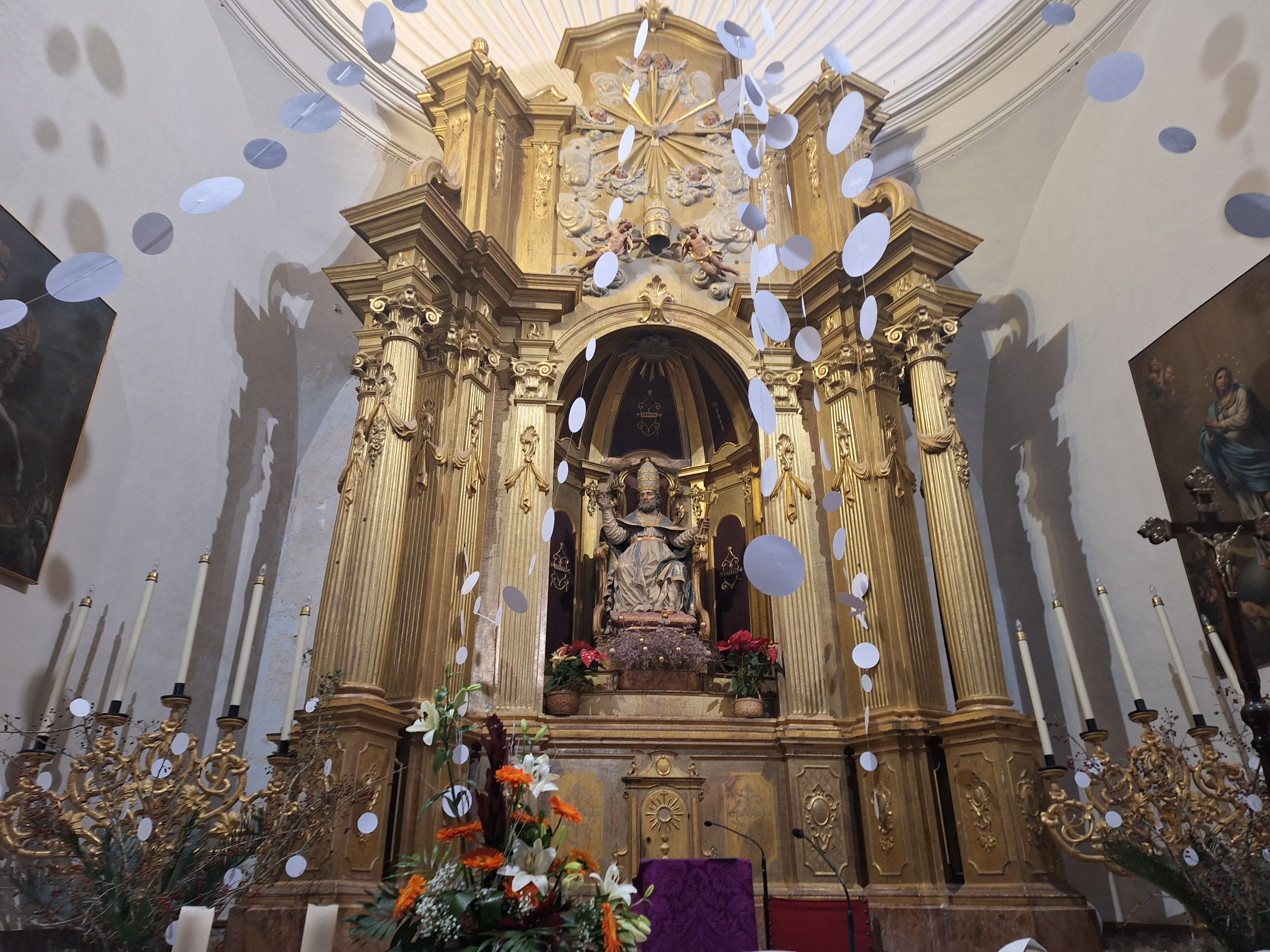
Reutale major de l'Església Parroquial de Sant Pere de Búger.

L'església és un temple d'origen renaixentista que es va començar a construir el 1563 i es va completar el 1576, donant resposta a la necessitat d'un espai religiós propi per als habitants del municipi. L'antic temple, insuficient i deteriorat, fou substituït per un nou edifici entre 1694 i 1718 sota la direcció del vicari Vicenç Payeres Estrany. Els vilatans hi participaren activament, treballant-hi fins i tot en dies festius.
L'edifici s'eleva sobre un podi de nou escalons i està envoltat per una balaustrada ornamental. La façana principal és austera, amb un portal d'arc lleugerament apuntat, pilastres jòniques i un timpà amb la tiara papal de sant Pere. Damunt el portal, un rosetó circular permet la il·luminació interior. La façana també inclou un rellotge i una torre campanar de planta quadrada amb finestres apuntades i un coronament piramidal. El “portal dels homes”, de llinda i sense ornamentació, dona accés a un lateral del temple i inclou un nínxol amb una imatge de sant Pere. En aquesta zona es trobava l'antic fossar.
L'interior presenta una nau única amb cinc capelles laterals, separades per pilastres corínties que sostenen una volta de canó. El presbiteri es cobreix amb una volta de petxina, mentre que el cor es troba als peus del temple, amb una estructura d'arc rebaixat i volta de creueria. El retaule major, de 1788 i atribuït a Josep Sastre Tamorer, representa sant Pere entronitzat. L'orgue, ubicat a la tercera capella de l'epístola, fou adquirit el 1821 després de la desamortització del convent dels Mínims de Campos.

## Cultura

### Fundació ACA
La Fundació ACA (Àrea de Creació Acústica), establerta el 1978 pel compositor Antoni Caimari i Alomar, és un centre dedicat a la promoció de la música contemporània. Amb seu en una antiga possessió mallorquina, la fundació organitza concerts, simposis i trobades internacionals de compositors.